# Жизнь у двойных звёзд

Схема двойной звездной системы с одной планетой на орбите S-типа и одной на орбите P-типа

Планетные системы в двойных звёздных системах могут быть кандидатами в планеты, на которых есть внеземная жизнь. Жизнь у двойных звёзд (англ. Habitability of binary star systems) определяется многими факторами. Типичные оценки часто предполагают, что 50 % или более всех звездных систем являются двойными системами. Отчасти это может быть связано с систематической ошибкой выборки, поскольку массивные и яркие звезды обычно находятся в двойных системах, и их легче всего наблюдать и каталогизировать; более точный анализ показал, что более распространенные более тусклые звезды обычно являются одиночными, и поэтому до двух третей всех звездных систем являются одиночными.
Расстояние между звездами в двойной системе может составлять от менее одной астрономической единицы (а. е., «среднее» расстояние от Земли до Солнца) до нескольких сотен а. е. В последних случаях гравитационные эффекты будут незначительными на планете, вращающейся вокруг подходящей звезды, и потенциал обитаемости не будет нарушен, если орбита не будет сильно эксцентричной (см., напр. Немезиду). В действительности, некоторые орбитальные диапазоны невозможны по динамическим причинам (планета могла бы быть смещена со своей орбиты относительно быстро, либо полностью быть выброшенной из системы, либо переведенная на более внутренний или внешний орбитальный диапазон), в то время как другие орбиты представляют серьезные проблемы для возможного существования биосферы из-за вероятных экстремальных колебаний температуры поверхности в разных частях орбиты. Если расстояние между звёздами будет близко к расстоянию до зоны обитаемости, стабильная орбита внутри этой зоны может оказаться невозможной.
Считается, что планеты, вращающиеся вокруг одной звезды в двойной паре, имеют орбиты «S-типа», тогда как планеты, вращающиеся вокруг обеих звезд, имеют орбиты «P-типа» или «кратные орбиты». Подсчитано, что 50-60 % двойных звезд способны поддерживать обитаемые планеты земной группы в пределах стабильных орбитальных диапазонов.

## Планета с некратной орбитой (S-тип)
На планетах, не вращающихся на кратной орбитой, то есть когда расстояние от планеты до своей главной звезды превышает примерно одну пятую от ближайшего сближения другой звезды, орбитальная стабильность не гарантируется. Могут ли планеты формироваться в двойных системах долгое время было неясно, учитывая, что гравитационные силы могут мешать формированию планет. Теоретическая работа Алана Босса из Института Карнеги показала, что газовые гиганты могут образовываться вокруг звезд в двойных системах так же, как и вокруг одиночных звезд.
Исследования Альфа Центавра, ближайшей к Солнцу звездной системы, показали, что двойные системы не следует сбрасывать со счетов при поиске обитаемых планет. Альфа Центавра A и B разделяет расстояние 11 а.е. в апоастре (в среднем 23 а.е.), и обе имеют устойчивые зоны обитаемости. Исследование долгосрочной орбитальной стабильности смоделированных планет внутри системы показывает, что планеты в пределах примерно трех а. е. от любой звезды могут оставаться стабильными (то есть большая полуось отклоняется менее чем на 5 %). Зона обитаемости для Альфы Центавра A простирается, по консервативным оценкам, от 1,37 до 1,76 а.е., а для Альфы Центавра B — от 0,77 до 1,44 а.е. — в обоих случаях в пределах стабильной области.

## Планета с кратной орбитой (P-тип)
Орбитальная стабильность околозвездной планеты гарантируется только в том случае, если расстояние от планеты до звезд значительно больше, чем расстояние от звезды до звезды. Минимальное стабильное расстояние от звезды до планетной системы примерно в 2-4 раза больше расстояния между двойной звездой или при орбитальном периоде примерно в 3-8 раз больше периода двойной звезды. Было обнаружено, что самые внутренние планеты во всех системах вращаются близко к этому радиусу. У планет есть большие полуоси, значения которых лежат между значениями 1,09 и 1,46 раза больше критического радиуса. Причина может заключаться в том, что миграция планет может стать неэффективной вблизи критического значения, в результате чего планеты останутся за пределами этого радиуса. Например, Kepler-47c — газовый гигант в околозвездной обитаемой зоне системы Kepler-47.
Если планеты земного типа образуются или мигрируют в околозвездную обитаемую зону, они способны поддерживать жидкую воду на своей поверхности, несмотря на динамическое и радиационное взаимодействие от двойной звезды.
Пределы устойчивости орбит S-типа и P-типа в двойных, а также в тройных звездных системах были установлены в зависимости от орбитальных характеристик звёзд, как для прямого, так и для ретроградного движения звёзд и планет.